# M101 (天体)
座標:  14h 03m 12.583s, +54° 20′ 55.50″
M101 (NGC 5457) は、地球から見ておおぐま座の方向約2180万 光年にある渦巻銀河。地球から見て銀河円盤を垂直方向から見ることができる「フェイスオン銀河」で、その姿を花火に喩えて回転花火銀河や風ぐるまに喩えて風車銀河 (英: Pinwheel Galaxy)と呼ばれる。
双眼鏡では条件が良ければ大きく広がった円形で濃淡のない光斑として見えるという。口径8cmの望遠鏡の低倍率で濃淡が見えるが、双眼鏡の方がかえってよく見えるとする意見もある。マラスは口径10cmの望遠鏡で観察して「低倍率が有効。中心部がフワフワと銀色に輝く。まるで星雲状物質にとりかこまれている」とした。ジョーンズは口径20cmの望遠鏡で観察して「小さいが核ははっきりとする。…1～2個の明るい個所がある。西と南西の開いた分岐中のものかもしれない」としている。ヒューストンは10インチ(25.4cm)望遠鏡で見て「明るく輝いて大きな分岐を暗示するが、初めて見る人はそうは思わないだろう」とした。口径20cmで腕の部分の微星が観察できるという。口径30cm以上になると、腕の構造がわかり、腕の部分で輝いているところを観察できる。これらにはNGCナンバーがふられているものも多い。NGC 5447、NGC 5455、NGC 5461、NGC 5462が同視野に見えてくる。また、周囲にはNGC 5471、NGC 5422、NGC 5473、NGC 5474、NGC 5485などの伴銀河があり、それらも見ることができる。
1909年、1950年に17.5等、1970年8月には11.7等、2011年8月、2023年5月の計5個の超新星が出現している。1909年のSN 1909Aはマックス・ウォルフによって発見された。2011年のIa型超新星のSN 2011feは、地球からの距離が近いにもかかわらず、爆発する白色矮星の伴星である赤色巨星が見つかっておらず、新しいタイプの超新星爆発であると考えられている。2023年5月19日17時27分 (UTC) に日本のアマチュア天文家板垣公一によって発見されたSN 2023ixfは、ここ数十年来で最も地球に近いところで発生したII型超新星である。

## 観測史
1781年5月27日にピエール・メシャンが発見した。同年シャルル・メシエは「星のない星雲で、非常にもうろうとしてきれい。径は6'あるいは7'。うしかいの左手とおおぐまの尾の中間にある。視野の十字線が光っているときはむずかしい」と記している。ウィリアム・ハーシェルは「まだらのある星雲状」、ジョン・ハーシェルは「かなり大きく明るい不正円形」、スミスは1844年「拡散した輝く物質からできている。というよりむしろ巨大な星塊からできた球状の星団のひとつ。はかり知れないほどの距離」1855年には「青白い星団で、条件がよければ大きくより広がっている。ごく微かだが中心部はよく光っている」とした。ロス卿は「大きく渦状。微かで数個の腕が出ており、中心部の結び目は少なくとも径14'」とした。彼のスケッチにははっきりと渦状の腕が描かれている。